# 브로큰 잉글리쉬 (영화)
《브로큰 잉글리쉬》(Broken English)는 미국에서 제작된 조 R. 카사베티스 감독의 2007년 멜로/로맨스, 코미디 영화이다. 파커 포시 등이 주연으로 출연하였고 앤드류 피어버그 등이 제작에 참여하였다.

## 출연

### 주연
- 파커 포시
- 멜빌 푸포
- 드리아 드 마테오

### 조연
- 팀 귀니
- 제나 로우랜즈
- 피터 보그다노비치
- 로이 티니스
- 마이클 파네스
- 저스틴 서룩스

## 기타
- 제작관리: 크리스티나 웨이스 루리
- 제작관리: 스티븐 세인버그
- 라인프로듀서: 라이너스 험
- 라인프로듀서: 마리앤 거메인
- 미술: 해피 마시
- 세트: 셀리나 반 든 브링크
- 의상: 스테이시 배탯
- 배역: 에이드리언 스턴